# Yoshiyuki Abe
Yoshiyuki Abe (阿部良之?, Abe Yoshiyuki; Osaka, 15 agosto 1969) è un ex ciclista su strada giapponese, professionista dal 1996 al 2011.

## Carriera
Abe passò professionista nel 1996 con la squadra italiana Panaria-Vinavil e la stagione successiva indossò la casacca della Mapei-GB. Negli anni successivi ha militato in squadre di secondo piano in Europa. Dopo un anno di inattività, in cui fu direttore sportivo alla Shimano Racing Team, è tornato alle gare nel 2010 con il team giapponese Matrix-Powertag, salvo poi ritirarsi nel 2011.
È finora l'unico giapponese ad essersi aggiudicato la più importante corsa ciclistica in linea nazionale, la Japan Cup del 1997. Nel 2006 è stato medaglia di bronzo nei Giochi asiatici nella specialità della cronometro a squadre. Conta anche una vittoria in Europa, una tappa del Tour de Pologne, e quattro titoli nazionali fra cronometro e prova in linea.
Partecipò alla prova in linea ai campionati del mondo di Valkenburg nel 1998 e ai Giochi olimpici di Sydney nel 2000, ritirandosi in entrambe le competizioni.

## Palmarès
- 1996

6ª tappa Tour de Pologne
- 1997

Campionati giapponesi, Prova in linea
Japan Cup
- 1999

Campionati giapponesi, Prova a cronometro
- 2000

Campionati giapponesi, Prova in linea
Campionati giapponesi, Prova a cronometro
- 2003

Classifica generale Tour of China

## Piazzamenti

### Competizioni mondiali
- Campionati del mondo

Valkenburg 1998 - In linea Elite: ritirato
- Giochi olimpici

Sydney 2000 - In linea: ritirato